# Agrostophyllum sumatranum
Agrostophyllum sumatranum är en orkidéart som beskrevs av Rudolf Schlechter och Johannes Jacobus Smith. Agrostophyllum sumatranum ingår i släktet Agrostophyllum och familjen orkidéer. Inga underarter finns listade i Catalogue of Life.